# Арки (национален парк)
Националният парк „Арките“ (на английски: Arches National Park) се намира в Юта, САЩ и заема площ от 309 km². В него могат да се видят около 2000 естествени арки и други интересни скални форми, които природните сили са изваяли в продължение на столетия. В парка се намира световноизвестната Деликатна арка, която е нарисувана на номерата на автомобилите в Юта.
Най-високата точка е 5653 фута (1723 метра), а най-ниската – 4085 фута (1245 метра). Паркът е част от платото Колорадо, което е считано за високопланинска пустиня. От 1970 г. насам около 40 арки са разрушени поради ерозия.
Арките най-напред е обявен за национален монумент на 12 април 1929 г., а на 12 ноември 1971 г. получава статут на национален парк. Годишно паркът се посещава от около 700 000 – 800 000 души.
Входът на парка се намира на 5 мили от град Моаб и е лесно достъпен с кола по път 191 (Highway 191). Цената на входния билет е $10 за кола или $5 за пешеходци и велосипедисти и важи 7 дни. Не е разрешено катерене по скалите.
В близост до този парк се намира националният парк Кениънлендс, който предлага подобни скални образувания, но е много по-недостъпен и слабо разработен.

## История
Първите индианци се заселват в района преди около 10 000 години и живеят тук допреди 700 години. Първите европейски заселници са испанските мисионери около 1775 г., а по-късно мормоните около 1880 г.
За първи път интерес към парка като към туристическо направление се проявява в началото на 20 век.
През април 1929 новоизбраният президент Хърбърт Хувър подписва декларация с която го обявява за национален монумент. По-късно президентите Франклин Рузвелт, Дуайт Айзенхауер и Линдън Б. Джонсън съществено разширяват парка като включват нови територии и обекти. Ричард Никсън всъщност ограничава парка, но за сметка на това го превръща от национален монумент в национален парк.

## Геология
Националният парк „Арките“ се намира върху подземно солено легло, чиято дебелина на места достига 1000 фута. Солта е започнала да се отлага преди около 300 милиона години, когато соленото море, намирало се в този район, започва да пресъхва.
В продължение на милиони години върху солта са депозирани различни материали вследствие наводнения и ветрове. Скалните наноси стават толкова тежки, че соленото легло не може да издържи на налягането. Това довежда до пропадането на различни участъци, образуване на проломи и куполи. С течение на времето водата и ветровете ерозират пясъчниците и другите скали, а през зимата образуването на лед увеличава налягането и успява да отчупи цели участъци от камъка. Някои скални образувания се срутват напълно, но други при благоприятни стечения на обстоятелствата успяват да оцелеят. Така природата създава световноизвестните арки.

## Флора и фауна
Паркът има огромно разнообразие на растителни и животински видове. Тук растат няколко вида кактуси, мъх, лишеи, хвойна и бор. Представители на животинските видове са:
- Бозайници: Felis concolor (пума), Vulpes macrotis и Urocyon cinereoargenteus (лисици), Ovis canadensis netsoni, Antilocapra americana.
- Птици: орли: Pandion haliaetus (орел-рибар), Haliaeetus leucocephalus, Guiraca caerulea, Pipilo erythrophthalmus, Catherpes mexicanus, Sayornis saya, Amphispiza bilineata, Sternella neglecta, Gymnorhinus cyanocephalus, Aphelocoma coerulescens, Dendroica nigrescens.
- Амфибии: Rana pipiens, Hyla arenicolor, Ambystoma tigrinum.
- Влечуги: Cnemidophorus tigri, Sceloporus magister, Uta stansburiana, Crotalus oreganus concolor, Crotalus viridis, Masticophis taeniatus, Thamnophis elegans.

## Забележителности
- Деликатната арка – самотна арка с деликатно равновесие, откъдето получава името си, станала символ на Юта, представена на автомобилните номера на щата Юта и на пощенски марки. През нея преминава олимпийския огън по време на зимните олимпийски игри в Солт Лейк Сити.
- Балансираният камък – огромен (с големина на 3 автобуса) камък, който се намира в деликатно равновесие високо върху скала.
- Двойна арка – 2 арки една върху друга, група от тях се намира на около 200 метра от паркинга. Тук е заснета част от филма „Индиана Джоунс и последният кръстоносен поход“. Пещерата във филма обаче не съществува в действителност.
- Пейзажна арка – много тънка и дълга (88,5 метра), считана за най-дългата естествена арка в света.
- Огнена пещ – изразът е взет от Библията и представлява лабиринт от тесни проходи.
- Дяволската градина – област, в която са концентрирани множество арки и колони.
- Черен ангел – самотна тъмна скална колона в края на Дяволската градина.
- Кулите на съда – високи каменни колони, наподобяващи тези в съда.
- Вкаменени дюни – както подсказва името им, това са втвърдили се пясъчни дюни, останали след пресъхването на древните езера.

- Пейзажната арка
- Деликатната арка
- Двойна арка
- Балансираният камък

## Климат
Средните годишни валежи са около 10 инча (250 мм). Югоизточната част на Юта е част от платото Колорадо, което се счита за високопланинска пустиня. Температурите имат големи флуктуации и само за 1 ден температурата може да се промени с 40 градуса. През пролетта и есента дневните температури са между 60 и 80 °F, а през нощта – от 30 до 50 °F. Летните температури достигат 100 °F, понякога има бури с наводнения. През зимата температурите падат до 0 °F. Обилните снеговалежи са по-скоро изключения, но снеговалежите по принцип не са рядкост. Желаещите да посетят парка през зимата трябва да проверят състоянието на пътищата преди това, защото заледявания или преспи могат да направят пътищата непроходими.
|                             | Ян. | Фев. | Март | Апр. | Май | Юни | Юли | Авг. | Септ. | Окт. | Ноем. | Дек. | Год. |
| Максимална температура (°C) | 5   | 11   | 16   | 21   | 28  | 30  | 37  | 36   | 30    | 23   | 12    | 7    | 21   |
| Минимална температура (°C)  | -8  | -3   | 1    | 6    | 11  | 13  | 18  | 18   | 14    | 6    | -2    | -6   | 6    |
| Валежи (mm)                 | 9   | 12   | 12   | 19   | 14  | 11  | 14  | 23   | 22    | 29   | 17    | 17   | 196  |